# Miguel M. Delgado
Miguel Melitón Delgado Pardavé (Ciudad de México, 1 de abril de 1905-Ciudad de México, 12 de enero de 1994) fue un actor, guionista y director mexicano. Era primo hermano de la actriz María Tereza Montoya y del actor de cine Joaquín Pardavé.

## Biografía y carrera
En 1928, durante un viaje a Los Ángeles, California, una mujer llamada Josefina y la actriz mexicana Lupe Vélez, lo presentaron al actor estadounidense Gary Cooper, quien lo contrató como su secretario y asistente personal. Con la ayuda de Cooper, consiguió un puesto como asistente de dirección de Henry Hathaway, empezando a trabajar para la empresa cinematográfica Paramount. Delgado permaneció en Hollywood hasta 1931.
De regreso en México, de 1933 hasta 1990 tuvo una dilatada trayectoria profesional. Es reconocido por su extraordinario trabajo como director escénico y por su larga colaboración como director de escena con el actor cómico Mario Moreno "Cantinflas".

## Filmografía

### Director
- 1941: El gendarme desconocido
- 1942: Los tres mosqueteros
- 1942: Mi viuda alegre
- 1943: Doña Bárbara (codirector)
- 1943: Romeo y Julieta
- 1943: El circo
- 1944: Gran Hotel
- 1944: Miguel Strogoff
- 1945: Un día con el diablo
- 1945: Una mujer que no miente
- 1945: El secreto de la solterona
- 1946: Las colegialas
- 1946: El puente del castigo
- 1946: Soy un prófugo
- 1947: ¡A volar joven!
- 1947: Todo un caballero
- 1947: Una extraña mujer
- 1948: El supersabio
- 1949: El mago
- 1950: Mala hembra
- 1950: El portero
- 1950: Tú, solo tú
- 1951: Ella y yo
- 1951: Cárcel de mujeres
- 1951: Menores de edad
- 1950: El siete machos
- 1951: El cardenal
- 1952: El fronterizo
- 1950: El bombero atómico
- 1952: Un príncipe de la iglesia
- 1951: Si yo fuera diputado
- 1952: El señor fotógrafo
- 1953: La sexta carrera
- 1953: Tu recuerdo y yo
- 1953: Los solterones
- 1953: El plebeyo
- 1954: Chucho el Roto
- 1954: Caballero a la medida
- 1954: La gitana blanca
- 1954: Cantando nace el amor
- 1955: Las viudas del cha-cha-cha
- 1954: Abajo el telón
- 1955: La fuerza del deseo
- 1955: Estafa de amor
- 1955: Pecado mortal
- 1955: Al diablo las mujeres
- 1956: No me platiques más
- 1956: Orgullo de mujer
- 1956: El fantasma de la casa roja
- 1956: La doncella de piedra
- 1957: ¡Cielito lindo!
- 1956: El bolero de Raquel
- 1957: Camino del mal
- 1957: Los televisionudos
- 1957: Asesinos de la noche
- 1957: Grítenme piedras del campo
- 1957: La mujer de dos caras
- 1958: Carabina 30-30
- 1958: Misterios de la magia negra
- 1958: Horas de agonía
- 1959: Bendito entre las mujeres
- 1959: Mi niño, mi caballo y yo
- 1959: El zarco
- 1959: Sábado negro
- 1958: Sube y baja
- 1959: El superflaco
- 1959: Pistolas de oro
- 1960: Los resbalosos
- 1960: De tal palo tal astilla
- 1960: Los pistolocos
- 1960: Bala de plata en el pueblo maldito
- 1960: Dicen que soy hombre malo
- 1960: Yo no me caso compadre
- 1960: Bala de Plata
- 1961: Se alquila marido
- 1960: El analfabeto
- 1961: El bronco Reynosa
- 1961: Casi casados
- 1961: El gato
- 1962: Vuelven los cinco halcones
- 1962: El extra
- 1962: Cazadores de asesinos
- 1962: Twist locura de la juventud
- 1962: Estoy casado, ja, ja
- 1962: Los cinco halcones
- 1963: Entrega inmediata
- 1963: El rey del tomate
- 1963: Mi vida es una canción
- 1964: El padrecito
- 1964: Héroe a la fuerza
- 1964: El revólver sangriento
- 1964: México de mi corazón (Dos mexicanas en México)
- 1965: El señor doctor
- 1965: Guitarras lloren guitarras
- 1965: Perdóname mi vida
- 1965: El rifle implacable
- 1965: Cucurrucucú paloma
- 1966: Cargamento prohibido
- 1966: ¡Viva Benito Canales!
- 1966: Amor a ritmo de go go
- 1966: Los Sánchez deben morir
- 1966: Duelo de pistoleros
- 1967: El pistolero desconocido (El comandante Tijerina)
- 1967: Caballos de acero
- 1967: El asesino se embarca
- 1967: Novias impacientes
- 1966: Su Excelencia
- 1968: Por mis pistolas
- 1968: Los amores de Juan Charrasqueado
- 1968: Bajo el imperio del hampa
- 1969: Un Quijote sin mancha
- 1969: Como perros y gatos
- 1970: Pancho Tequila
- 1971: El profe
- 1972: Santo vs. la hija de Frankenstein
- 1973: Santo y Blue Demon contra Drácula y el hombre lobo
- 1974: Santo y Blue Demon contra el doctor Frankenstein
- 1974: La venganza de la llorona
- 1973: Conserje en condominio
- 1975: Bellas de noche
- 1975: El ministro y yo
- 1977: Las ficheras (Bellas de noche 2)
- 1977: Chicas de alterne
- 1978: No tiene la culpa el Indio
- 1978: ¡Oye Salomé!
- 1978: El patrullero 777
- 1979: El fayuquero
- 1979: Los reyes del palenque
- 1979: La sotana del reo
- 1980: Mamá solita
- 1981: Noche de juerga
- 1981: Allá en la plaza Garibaldi
- 1981: El barrendero
- 1983: Las vedettes
- 1984: Entre ficheras anda el diablo - La pulquería 3
- 1986: Mientras México duerme
- 1988: Central camionera
- 1988: El vergonzoso
- 1989: Si mi cama hablara
- 1990: A gozar, a gozar, que el mundo se va acabar

### Guionista
- 1941: El gendarme desconocido (guionista)
- 1943: El circo (escritor)
- 1944: Gran Hotel (escritor)
- 1946: Las colegialas (guionista)
- 1946: Soy un prófugo (escritor)
- 1947: ¡A volar joven! (guionista)
- 1947: Fantasía ranchera (escritor)
- 1952: El bombero atómico (escritor)
- 1953: El señor fotógrafo (guionista)
- 1953: Los solterones (guionista)
- 1954: Caballero a la medida (guionista)
- 1954: La gitana blanca (escritor)
- 1954: Cantando nace el amor (guionista)
- 1955: Las viudas del cha-cha-cha (guionista)
- 1955: La fuerza del deseo (adaptación)
- 1955: Estafa de amor (guionista)
- 1955: Pecado mortal (guionista)
- 1955: Al diablo las mujeres (guionista)
- 1956: No me platiques más (guionista)
- 1956: El fantasma de la casa roja (guionista)
- 1956: La doncella de piedra (guionista)
- 1957: El bolero de Raquel (guionista técnico)
- 1957: Camino del mal (guionista)
- 1957: Asesinos de la noche (guionista)
- 1957: Grítenme piedras del campo (guionista)
- 1958: Carabina 30-30 (guionista)
- 1958: Horas de agonía (guionista)
- 1959: Sábado negro (adaptación)
- 1959: Sube y baja (adaptación y guionista)
- 1960: De tal palo tal astilla (guionista)
- 1960: Los pistolocos (escritor)
- 1961: El analfabeto (escritor)
- 1962: Vuelven los cinco halcones (guionista)
- 1962: El extra (guionista)
- 1962: Los cinco halcones (guionista)
- 1963: Entrega inmediata (escritor)
- 1964: El padrecito (adaptación y guionista)
- 1965: El señor doctor (guionista)
- 1983: Las vedettes (escritor)

### Director adjunto
- 1934: Enemigos
- 1934: La sangre manda
- 1934: Juárez y Maximiliano
- 1934: Corazón bandolero
- 1936: ¡Vámonos con Pancho Villa!
- 1937: Nostradamus
- 1937: Las mujeres mandan
- 1937: Bajo el cielo de México
- 1938: La zandunga
- 1938: Refugiados en Madrid
- 1938: Mientras México duerme
- 1939: La casa del ogro
- 1940: ¡Que viene mi marido!
- 1941: El rápido de las 9.15

### Actor
- 1933: El tigre de Yautepec
- 1934: Enemigos
- 1934: El compadre Mendoza
- 1934: ¿Quién mató a Eva?
- 1936: ¡Vámonos con Pancho Villa! (sin crédito)

### Diversos
- 1941: Ni sangre ni arena (director asistente)
- 1948: Tarzan and the Mermaids (director asociado)